# 和平乡 (三江县)
和平乡，是中华人民共和国广西壮族自治区柳州市三江侗族自治县下辖的一个乡镇级行政单位。

## 行政区划
和平乡下辖以下地区：
六溪村、清江村、和平村、板六村和大寨村。

## 世界最佳旅游乡村
2024年11月15日，大寨村被联合国旅游组织执行委员会列入2024年“最佳旅游乡村”名单。